# Taurisano
Taurisano is een gemeente in de Italiaanse provincie Lecce (regio Apulië) en telt 12.485 inwoners (31-12-2004). De oppervlakte bedraagt 23,3 km², de bevolkingsdichtheid is 536 inwoners per km².
In Taurisano zijn er geen frazione.

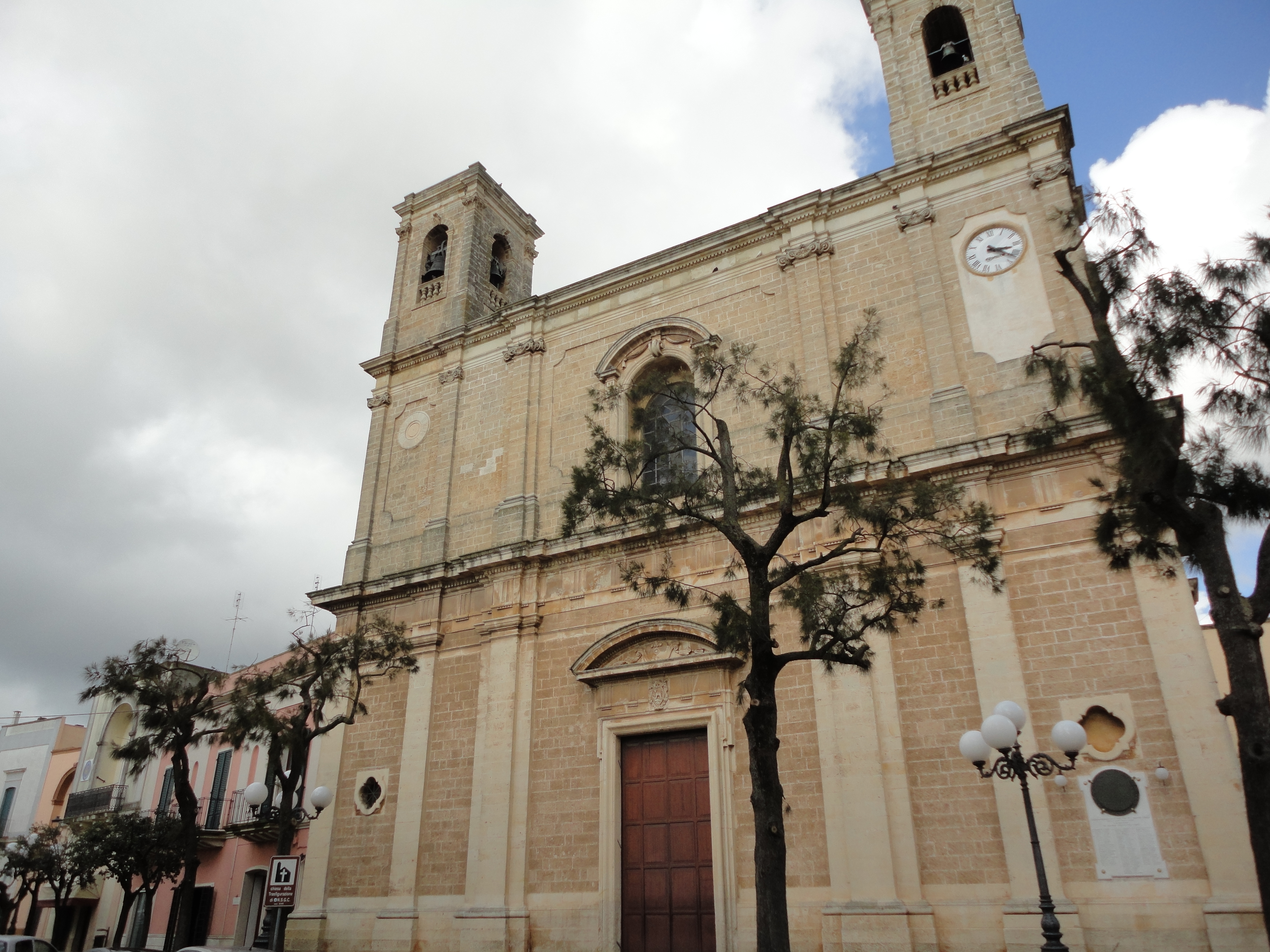
Parochiekerk van Taurisano
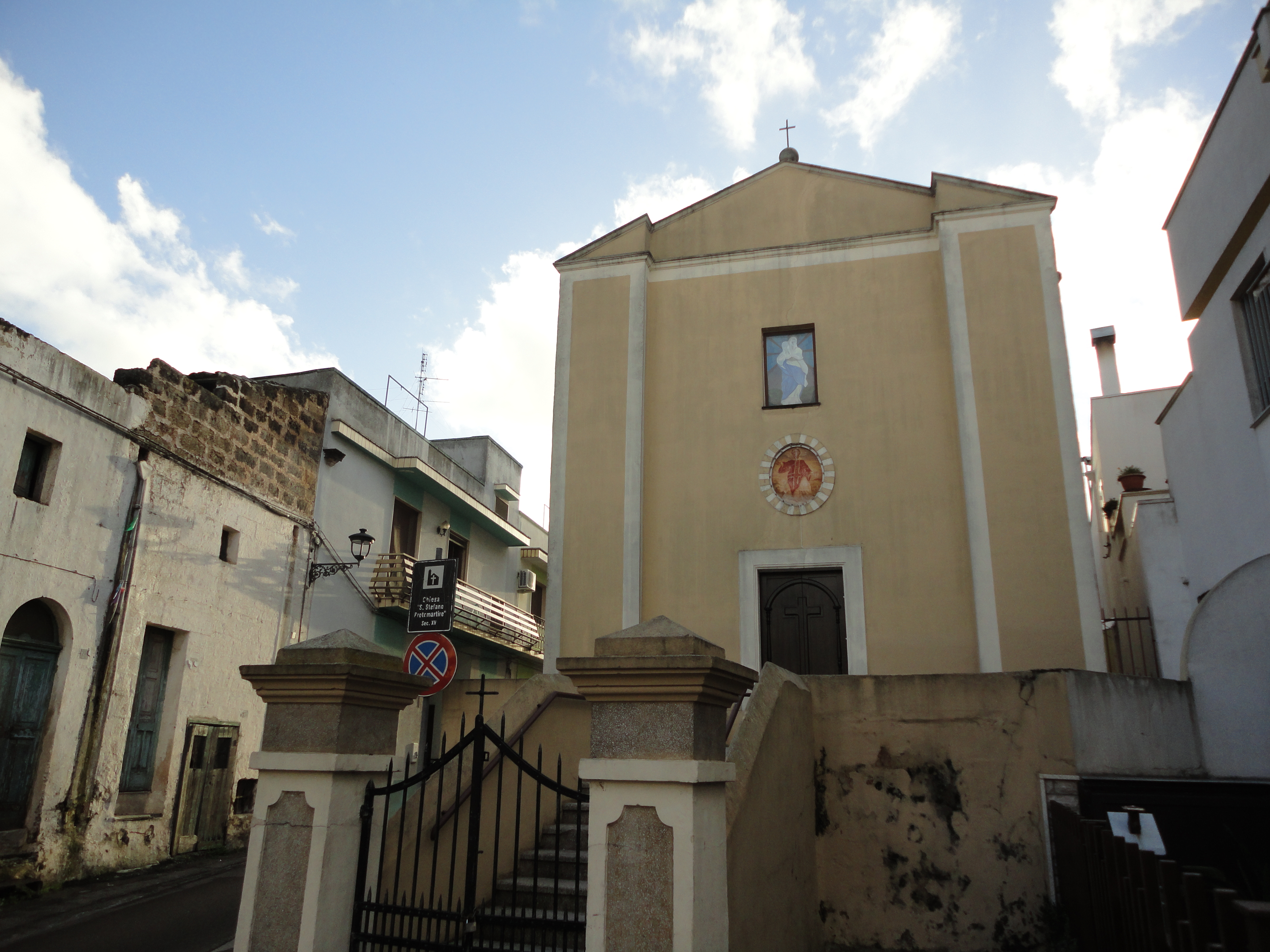
Kerk van Santo Stefano
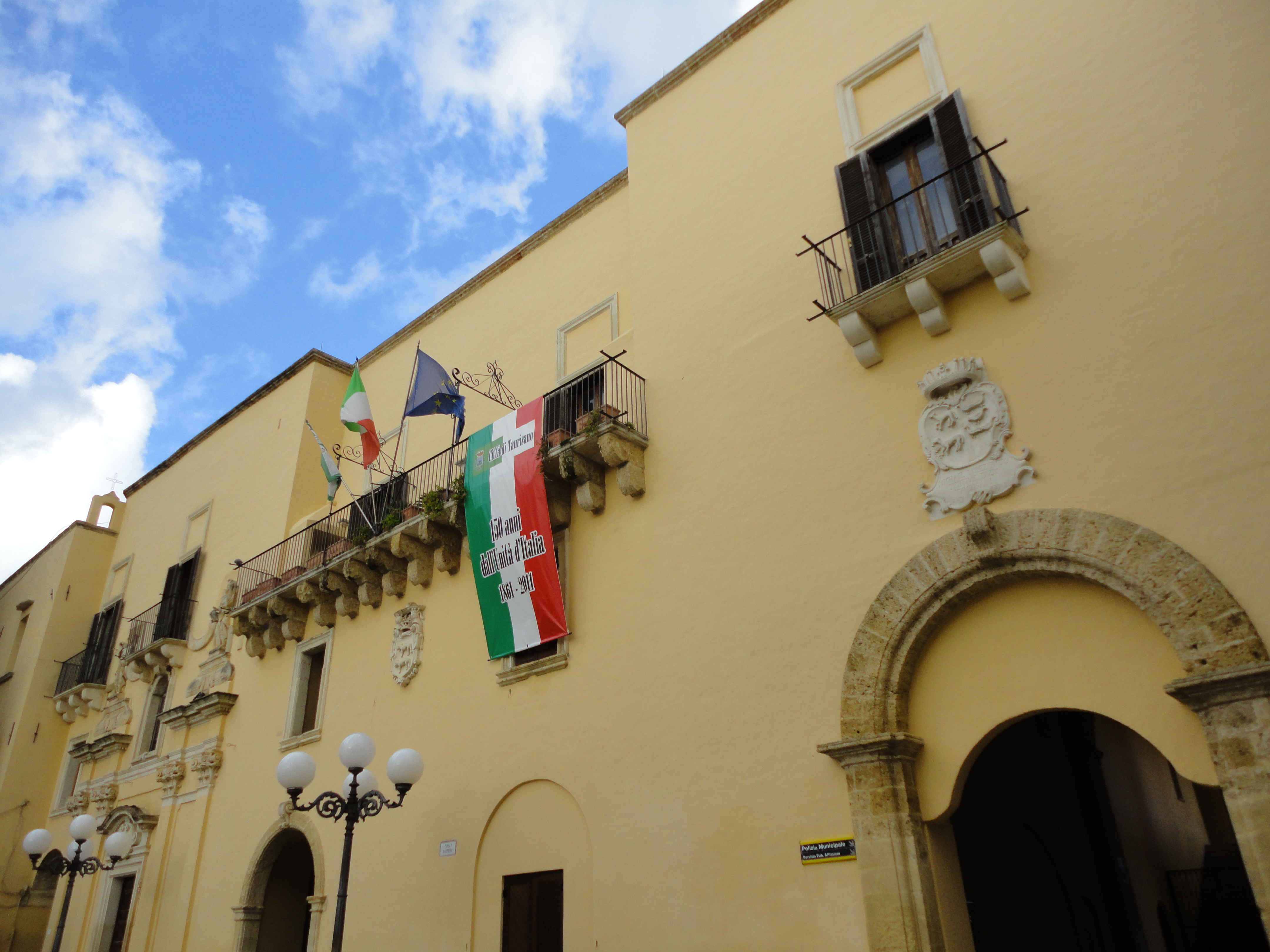
Paleis van Taurisano

## Demografie
Taurisano telt ongeveer 3875 huishoudens. Het aantal inwoners steeg in de periode 1991-2001 met 5,0% volgens cijfers uit de tienjaarlijkse volkstellingen van ISTAT.
| Jaar | Inwoneraantal |
| ---- | ------------- |
| 1991 | 11.842        |
| 2001 | 12.436        |

## Geografie
De gemeente ligt op ongeveer 110 meter boven zeeniveau.
Taurisano grenst aan de volgende gemeenten: Acquarica del Capo, Ruffano, Ugento, Miggiano, Casarano.